# Coccymys
Coccymys là một chi động vật có vú trong họ Muridae, bộ Gặm nhấm. Chi này được Menzies miêu tả năm 1990. Loài điển hình của chi này là Pogonomelomys ruemmleri Tate and Archbold, 1941.

## Các loài
Chi này gồm các loài: